# Gavnø
Gavnø est une île du Danemark situé au sud de l'île de Seeland, dans la commune de Naestved. 

## Château de Gavnø
Gavnø est maintenant principalement associée au château de Gavnø, un manoir rococo impressionnant avec un parc attrayant. Le parc entourant le domaine est connu pour ses arbres rares, sa roseraie et, surtout, pour sa vaste exposition de fleurs.
La première mention historique de Gavnø se trouve dans le livre de recensement du roi Valdemar de 1231. Le bâtiment principal a été construit en 1402-1408, agrandi en 1584-1663-1682 et remanié en 1755-1758 pour devenir l'actuel manoir rococo. Le manoir a apparemment été construit pour défendre les côtes occidentales du Danemark. Au XVe siècle, la reine Marguerite Ier y ouvrit le prieuré de Sainte-Agnès, qui accueillait des religieuses de familles aristocratiques. La chapelle est toujours visible dans l'aile sud du château, bien qu'elle ait été agrandie depuis.
En 1737, le comte Otto Thott (1703-1785) acquit Gavnø. Il rénova et agrandit considérablement le manoir, créant le bâtiment actuel à trois ailes et à façade jaune de style rococo, où il a pu abriter ses importantes collections de peintures, de manuscrits et de livres. À sa mort, sa collection de bibliothèque contenait plus de 120 000 volumes, dépassant celle de la Bibliothèque royale danoise.